# Мост Роденкирхен
Мост Роденкирхен (нем. Rheinbrücke Köln-Rodenkirchen) — автодорожный висячий мост через Рейн, расположенный в городе Кёльне (федеральная земля Северный Рейн-Вестфалия, Германия). Мост соединяет городские районы Роденкирхен и Порц. По мосту проходит автобан № 4, поэтому мост также часто называют Rodenkirchen Autobahnbrücke. Через мост ежедневно проезжает 138 067 автомобилей (по данным 2017 года).
Выше по течению находится мост Фридриха Эберта, ниже — Южный мост.

## История
Мост был построен в 1938—1941 годах при строительстве автомагистрали Кёльн—Ахен. Авторы проекта — инженер Фриц Леонхардт, архитектор Пауль Бонатц и инженер Карл Шехтерле. Торжественное открытие моста состоялось 20 сентября 1941 года. Это был комбинированный внешне безраспорный висячий мост с железобетонной плитой проезжей части. На момент открытия это был самый большой висячий мост в Европе (главный пролёт 378 м, общая длина — 567 м). Мост был спроектирован с двумя полосами проезжей части шириной 7,50 м, велосипедной дорожкой 2,80 м в середине и двумя тротуарами по 2,40 м. Затраты на строительство составили 13,9 млн. рейхсмарок. 
Пилоны привлекают своей геометрической ясностью и элегантной простотой. Ребра жесткости в этих пилонах были использованы не только как конструктивные элементы: они выполняют важную эстетическую функцию, являясь ритмической основой все композиции. Облик моста явился закономерным развитием рационалистических художественных принципов, которые стали намечаться в архитектуре мостов ещё в 1910-х гг. Сопоставление пилонов моста Эржебет в Будапеште, старого Дейцерского моста в Кёльне и моста Роденкирхен, каждый из которых является типичным для своей эпохи, наглядно показывает путь, по которому шла эволюция стиля на протяжении первой трети XX века. 
Мост отличается от своих предшественников не только своеобразным решением пилонов, но и конструкцией пролетного строения: его главными несущими элементами являются не цепи, а более тонкие кабели, что предопределяет и новые архитектурные качества общего силуэта. 
14 января 1945 года во время бомбардировки Кёльна британской авиацией мост сильно пострадал и 28 января обрушился. Восстановление моста происходило в 1952—1954 годах с использованием сохранившихся пилонов. Благодаря использованию преднапряженной железобетонной плиты проезжей части (проект инженера Х. Хомберга) и другим техническим оптимизациям вес мостового полотна уменьшился с 6100 т до 3350 т. Затраты на строительство составили 17,2 млн. марок. Новый мост был открыт для движения 9 декабря 1954 года.
Рост интенсивности дорожного движения привёл к необходимости увеличения пропускной способности моста. Проект реконструкции, разработанный Rendel Palmer & Tritton Ltd и HRA Ingenieurgesellschaft mbH Bochum, предусматривал строительство моста идентичной конструкции вплотную к существующему. Строительство велось с 1990 до 1994 гг. Работы производили компании Cleveland Bridge & Engineering Company, Strabag и Thyssen Engineering GmbH. Открытие моста состоялось 9 декабря 1994 года, ровно через 40 лет после ввода в эксплуатацию восстановленного моста. Стоимость реконструкции составила 184 млн. марок.

## Конструкция

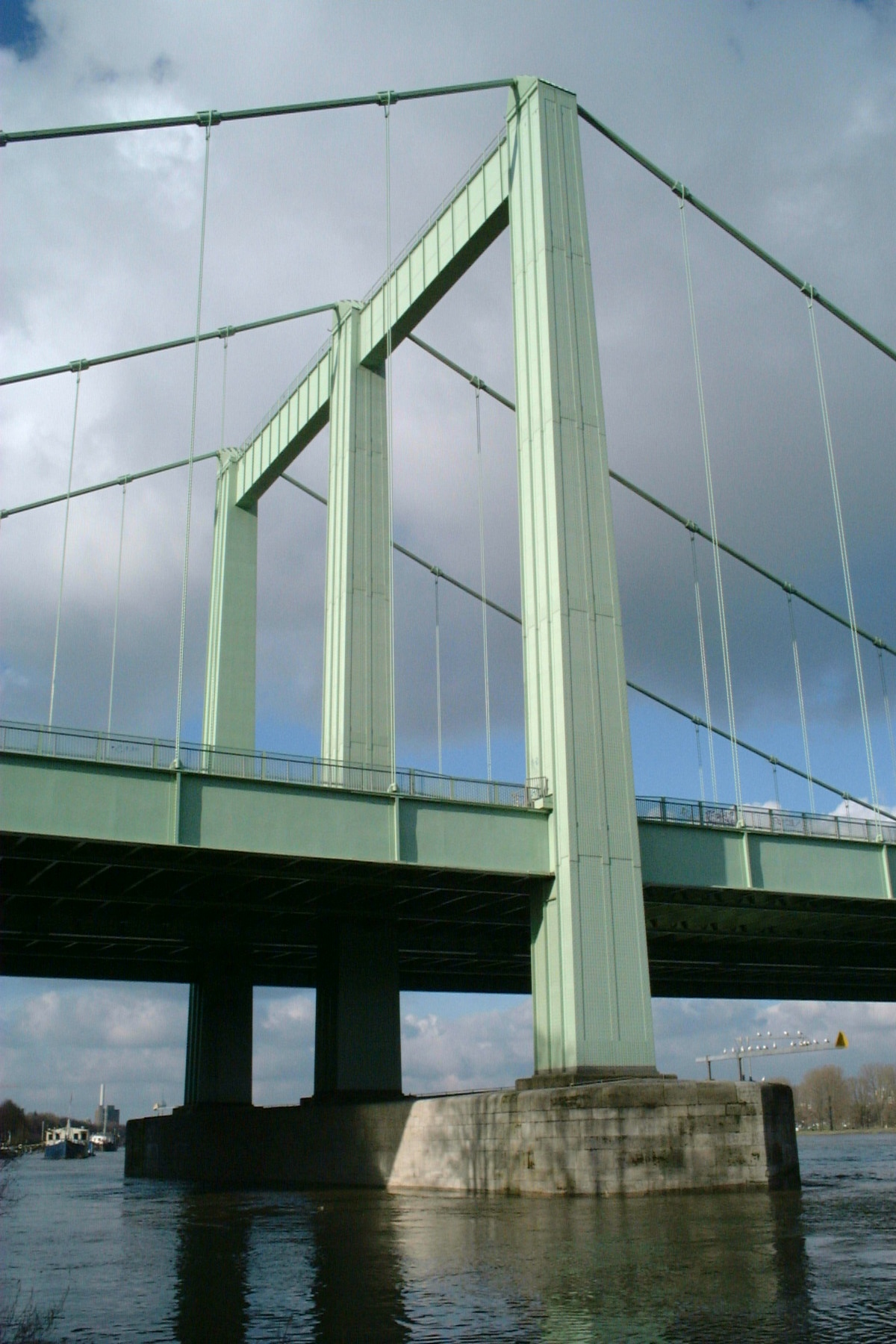
Пилон моста

Мост трехпролетный висячий. Схема разбивки на пролёты — 94,5 + 378,0 + 94,5 м. Длина моста составляет 567 м, ширина — 56,6 м (из них ширина проезжей части 52,8 м).
Пролетное строение состоит из трёх главных балок высотой 3,3 м, объединённых поперечными балками. Верхним поясом является ортотропная плита. До перестройки мост имел предварительно напряженную бетонную плиту проезжей части. Пролетное строение поддерживается тремя несущими кабелями. Монтажные соединения металлоконструкций моста на заклепках (верховая часть) и сварке (низовая часть). 
Стальные пилоны с максимальными внешними размерами 3,6 × 4,5 м имеют высоту 59,4 м и межосевое расстояние 26,4 м. В основании каждого из трёх пилонов - фундамент высотой 20 м, шириной от 12 до 18 м и длиной 78 м. Устои и промежуточные опоры облицованы гранитом.
Несущие тросы имеют диаметр около 50 см и состоят из 61 проволоки. Подвески имеют диаметр 5,4 см и расположены с шагом 10,5 м. Крепление несущих кабелей происходит в устоях, которые выполнены в виде коробчатого анкерного массива с максимальной высотой 26 м, шириной 50 м и длиной 64 м.
Мост предназначен для движения автотранспорта, велосипедистов и пешеходов. Проезжая часть включает в себя 6 полос для движения автотранспорта. Покрытие проезжей части и тротуаров — асфальтобетон. Перильное ограждение металлическое простого рисунка.